# Траусніц
Траусніц (нім. Trausnitz) — громада в Німеччині, розташована в землі Баварія. Підпорядковується адміністративному округу Верхній Пфальц. Входить до складу району Швандорф. Складова частина об'єднання громад Пфраймд.
Площа — 17,61 км2. Населення становить 950 ос. (станом на 31 грудня 2020).